# Hôtel de l'Enfant
Pour les articles homonymes, voir Enfant.
Ne pas confondre avec le Pavillon Lenfant, ni avec le Château de Lenfant, tous deux également à Aix
L'hôtel de l'Enfant ou Lenfant, aussi appelé de Cormis, de Galliffet ou d’Arnaud de Rousset, est un hôtel particulier situé au n° 25 de la rue Portalis, à Aix-en-Provence, Provence-Alpes-Côte d'Azur, France.

## Construction et historique
Au début du XVIIe siècle, ses premiers propriétaires furent sans doute la famille de Cormis. Pierre de Cormis et son fils étaient tous deux présidents du Parlement de Provence, marquis de Brégançon, seigneur de Beaurecueil et de Roque Haute.
En 1664, la famille Lenfant acquiert l'immeuble. Joseph Lenfant, le père de famille, est consul d'Aix et conseiller au Parlement. 
Il le revend quelques années plus tard aux Gallifet, Seigneurs du Tholonet. C'est le même Joseph Lenfant qui construit au plan d’Aillane le château de Lenfant. 
Dans la première moitié du XVIIIe siècle, il fut occupé par la famille Arnaud, Seigneurs de Rousset de père en fils, d'où les multiples noms d'emprunt du bâtiment jusqu'à maintenant. Ce sont les de Rousset qui vendirent l'hôtel particulier, en 1768, à Marie-Josèphe Meyronnet de Saint Marc veuve de Pierre de Robineau de Beaulieu, commissaire des guerres et cofondateur de l'Académie de Marseille.

## Architecture
La façade est sobre, typique du style Grand Siècle du premier quart du siècle. 
On observe un balcon dont la ferronnerie est soignée, avec des fenêtres sur deux travées.